# صوفيا جاما
صوفيا جاما (1979)، هي كاتبة سيناريو ومخرجة أفلام جزائرية.

## حياتها
ولدت صوفيا جاما في وهران، ونشأت في بجاية. في 1999، ذهبت إلى الجزائر العاصمة لدراسة الخطابات واللغات الأجنبية، واستقرت بعدها بالمدينة.
عملت في مجال الإعلان وتكتب القصص القصيرة في نفس الوقت، وبعد بضع سنوات ألفت فلما قصيرا باسم برخاوة، صباح يوم السبت، ويحكيك قصة مغتصب يفشل في الانتصاب.
تم بث هذا الفيلم القصير الأول في عام 2012، وتلقى ترحيبا حارا. حيث حصل على جائزة مزدوجة في المهرجان الدولي للفيلم القصير في كليرمون فيران، وقدم في مهرجان مالمو، وفي أيام الجزائر السينمائية، وفي مهرجان درسدن للأفلام القصيرة بأبوظبي. وتم اختياره أيضًا من خلال قنوات تلفزيونية مثل أرتيو وسيني+ وفرانس تيليفيزيون وآر تي بي إف وتي في 5 موند. وفي عام 2015، قالت إنها تدعم فتاة رفضت الوصول إلى الجامعة وارتدائها تنورة قصيرة للغاية، وأنشأت هاشتاغ خاص على الفيسبوك: #كرامتي_ليست_في_طول_تنورتي (بالفرنسية: #Ma_Dignité_n'est_pas_dans_la_longueur_de_ma_jupe)‏.
في عام 2017 ، أصدرت الفيلم الطويل السعداء (بالفرنسية: Les Bienheureux)‏، الذي تم اختياره في المسابقة الرسمية في مهرجان البندقية السينمائي، حازت صانعة الأفلام على جائزتين في هذا المهرجان الدولي: جائزة برايان، التي تكافئ فيلم يدافع عن قيم احترام حقوق الإنسان والديمقراطية والتعددية وحرية الفكر، دون التمييز المعتاد على أساس الجنس أو التوجه الجنسي؛ وجائزة لينا مانجاياكابيا، التي سميت على اسم الشخصية الراديكالية للنغولية والنسوية الإيطالية، وتقدم لعمل يغيّر التمثيل وصور النساء في السينما.

## الأعمال السينمائية الرئيسية

### ككاتبة سيناريو
- 2012: المئة ليسوا السيد إكس
- 2012: برخاوة، صباح يوم السبت
- 2017: السعداء

## كمخرجة
- 2012: المئة ليسوا السيد إكس
- 2012: برخاوة، صباح يوم السبت
- 2017: السعداء